# 勒阿扬
勒阿扬（法語：Le Haillan，法語發音：[lə ajɑ̃]）是法国吉伦特省的一个市镇，属于波尔多区。

## 地理
勒阿扬（44°52'18"N, 0°40'37"W）面积9.26 平方千米，位于法国新阿基坦大区吉倫特省，该省份为法国西南部沿海省份，是法國本土面积最大的省，北起滨海夏朗德省，西临大西洋，南至朗德省，东南接洛特-加龍省，东临多爾多涅省。
与勒阿扬接壤的市镇（或旧市镇、城区）包括：勒塔扬梅多克、圣梅达尔昂雅勒、梅里尼亚克、埃西讷。

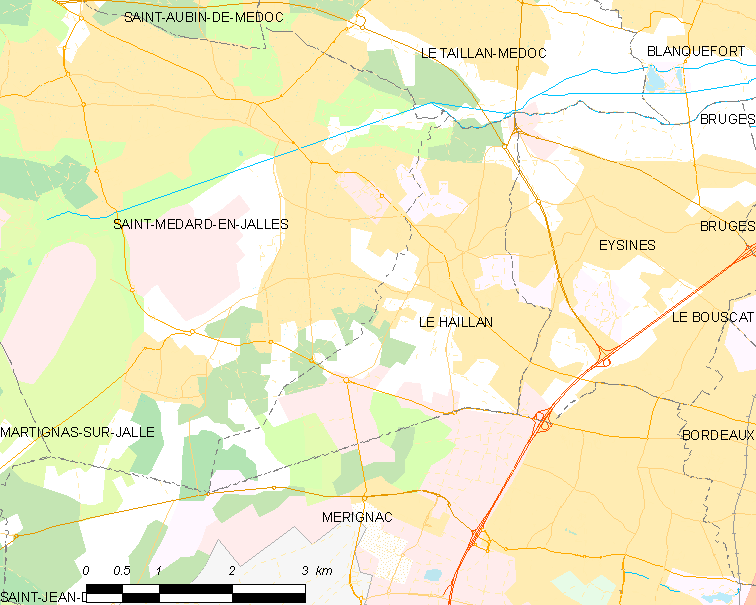
勒阿扬的OSM定位图

勒阿扬的时区为UTC+01:00、UTC+02:00（夏令时）。

## 行政
勒阿扬的邮政编码为33185，INSEE市镇编码为33200。

## 政治
勒阿扬所属的省级选区为梅里尼亚克第一县。

## 人口

1962-2008年间勒阿扬人口变化图示

勒阿扬于2022年1月1日时的人口数量为11499人。